# ウィキブックス

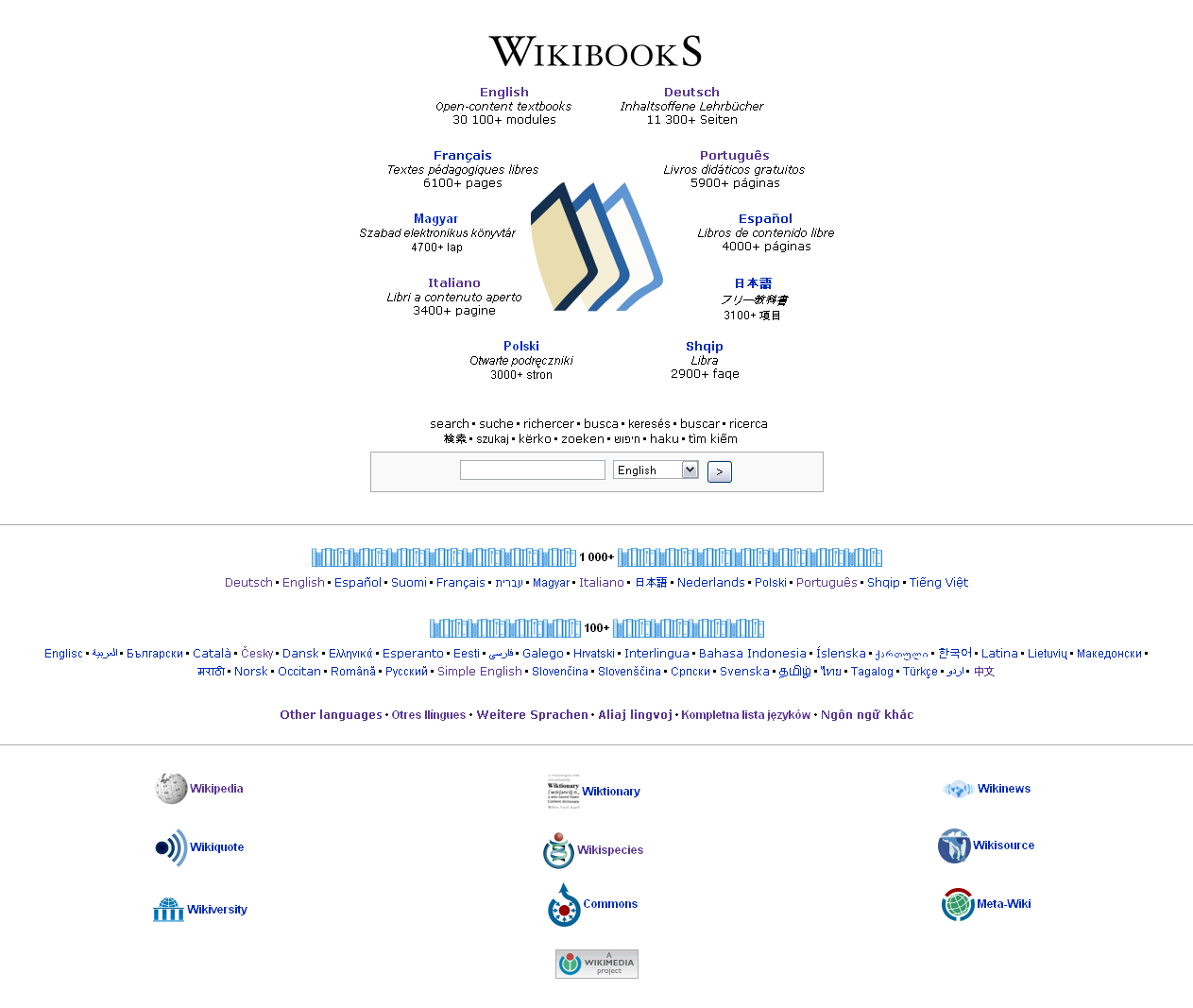
ウィキブックスの多言語ポータルページ。

ウィキブックス（Wikibooks）は、ウィキペディアの姉妹プロジェクトであり、ウィキメディア財団の一部である、フリー教科書集である。
2003年7月10日に開始され、以前にはウィキメディアフリー教科書プロジェクト（Wikimedia Free Textbook Project）またはウィキメディア教科書（Wikimedia-Textbooks）と呼ばれていた。

## 概要
ウィキブックスは、本をベースとした文章に支えられるフリー教科書の集合体であり、ウェブサイトで共同して書かれ続けている。サイトはウィキである。つまり誰でも、各モジュールについている編集のリンクをクリックすることで編集することができるのである。
プロジェクトは、ウィキペディアの1ユーザーであるカール・ウィックの要望にこたえる形でスタートした。ウィックの要望とは、教養課程の教育で用いる有機化学や物理のオープンコンテンツの教科書をつくり、教材購入やその他の制約を軽減することであった。2003年7月10日の開設以来、着実に成長中である。
プロジェクトの初期に書かれた本のいくつかは完全にオリジナルであり、またネット上にあった他の GFDL な教科書からコピーされた文章を元にして始められたものであった。サイトの全てのコンテントは GFDL およびクリエイティブ・コモンズ・ライセンスの下にある。投稿の所有権はそれぞれの投稿者のもとにとどまるが、コピーレフトのライセンスがコンテンツがつねにフリーに配布・複製されることを保障している。
ウィキブックスのサイトは複数の言語による複数の完成した教科書を備えるために作業を続けている。サイトの創始者たちはこれらの教科書が教育現場の中心で使われ、教科書の用途が広がり、完成した本が増えることを望んでいる。

## サブプロジェクト

### ウィキジュニア
ウィキジュニア（Wikijunior）はウィキブックスで8歳から11歳の子ども向けに展開されているプロジェクトである。ウィキジュニアはベック財団の承認による援助を受けている。

### ウィキバーシティ
ウィキバーシティ（Wikiversity）というプロジェクトがかつてウィキブックスのサブプロジェクトであったが、現在はウィキブックスからウィキバーシティは独立して別プロジェクトとなっている。